# Bieda (demon)
Bieda – w mitologii słowiańskiej nieśmiertelny demon, sprowadzający na ludzi niedostatek, zgryzoty i troski. Przedstawiano ją w postaci wychudłej kobiety, wysysającej z ludzi siły witalne. Potrafiła wcielić się w jakąś rzecz, np. polano. Najlepszą metodą pozbycia się biedy było podrzucenie tej rzeczy swojemu wrogowi.